# Deutschland AG
Mit Deutschland AG wurde bis Anfang der 1990er Jahre ein Netzwerk zwischen großen Banken, Versicherungen und Industrieunternehmen bezeichnet. Dieses Netzwerk beruhte auf gegenseitigen Kapitalbeteiligungen und einer Konzentration von Aufsichtsratsmandaten führender deutscher Manager, Gewerkschafter und Politiker. Mit dem Begriff Deutschland AG wurde zumeist eine negative Bewertung des Netzwerkes verbunden, indem unterstellt wurde, dass die Verflechtungen ein abgestimmtes Verhalten zulasten Dritter erzeugten, Wettbewerb behinderten und einen koordinierten Einfluss auf wirtschaftspolitische Entscheidungen ermöglichten. Andererseits wurde unter dem Stichwort Rheinischer Kapitalismus diskutiert, ob eine koordinierte Wirtschaft gegenüber einer zu stark liberalisierten Wirtschaftsordnung Vorteile biete.
Der Begriff geht ursprünglich auf Andrew Shonfield zurück, der Deutschland 1965 als „organized private enterprise“ bezeichnete. Damit habe Shonfield beschrieben, dass Deutschland als Organisation funktioniere, die „nach innen Konkurrenz begrenzt und nach außen Geschlossenheit anstrebt.“
Als Zentrum der Deutschland AG wurden in der zweiten Hälfte des 20. Jahrhunderts die großen deutschen Finanzinstitute, insbesondere die Deutsche Bank und die Allianz, mit ihren großen Industriebeteiligungen angesehen. GHH, MAN, VEBA, VIAG, Thyssen AG, Krupp AG, Klöckner-Werke, Ruhrkohle, Daimler-Benz, Volkswagen, Preussag, BASF, Hoesch, Ruhrgas AG oder Mannesmann verkörperten zusammen mit vielen wichtigen Aktiengesellschaften den industriellen Kern der Deutschland AG. Alfred Herrhausen war zusammen mit Edzard Reuter, Rudolf von Bennigsen-Foerder, Manfred Lennings, Dieter Spethmann und Klaus Liesen einer der letzten herausragenden Vertreter. Beispiele für das Ende der Deutschland AG, das sich vom Zeitpunkt der ungeklärten Ermordung Alfred Herrhausens 1989 bis zur Jahrhundertwende hinzog, sind der Ausbau des Investmentbankings der Deutschen Bank, die Gründung von ThyssenKrupp und E.ON oder die feindliche Übernahme von Mannesmann durch Vodafone im Februar 2000.
Mit Beschränkung der Anzahl der Aufsichtsratsmandate und der zunehmenden Internationalisierung der Kapitalmärkte sowie einem Abbau längerfristiger Kapitalbeteiligungen zugunsten neuer Anlagestrategien des „Investmentbankings“ in den 1990er Jahren wird von einem Ende der Deutschland AG gesprochen, zumindest jedoch eine Abnahme der Macht der deutschen Industriemanager in Wechselwirkung mit den großen deutschen Finanzinstituten konstatiert. So schreibt § 100 Aktiengesetz vor, dass jemand in höchstens zehn Gesellschaften Aufsichtsratsmitglied und in höchstens fünf Gesellschaften Aufsichtsratsvorsitzender sein darf. Der (im Gegensatz zum Gesetz nicht verpflichtende) Deutsche Corporate Governance Kodex empfiehlt generell höchstens fünf Aufsichtsratsmandate in einer Person zu konzentrieren.